# Johanne Dybwad (Schauspielerin)

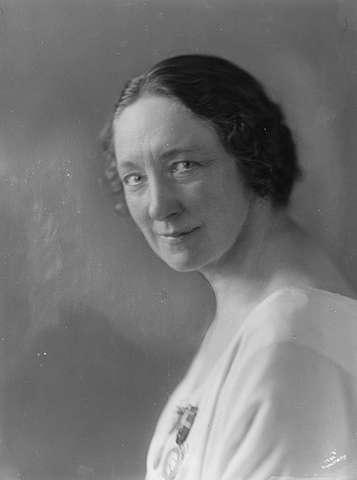
Johanne Dybwad, 1922

Johanne Dybwad, gebürtig Johanne Juell, (* 2. August 1867 in Christiania, Norwegen; † 4. März 1950 in Oslo, Norwegen) war eine norwegische Schauspielerin und Regisseurin.

## Leben
Johanne Dybwads aus Bergen stammende Eltern Johanne und Mathias Juell waren bekannte Schauspieler.
Ihr eigenes Debüt als Schauspielerin gab sie 1887 am Theater Den Nationale Scene in Bergen. Anschließend erarbeitete sie sich von 1888 bis 1899 ein großes Repertoire am Christiania Theater in Oslo. Als am 1. September 1899 das Nationaltheatret in der norwegischen Hauptstadt eröffnet wurde und sie dorthin wechselte, gehörte sie bereits zu den führenden Schauspielerinnen des Landes. Großen Erfolg hatte sie unter anderem als Ibsen-Interpretin. Sie verkörperte alle großen Frauenrollen des Dichters, so etwa die Titelrolle im Emanzipationsdrama Nora und den Part der Frau Alving in Gespenster.
1891 heiratete Johanne Dybwad den Schriftsteller und Rechtsanwalt Vilhelm Dybwad; die Ehe wurde 1916 geschieden.
1908 war sie auf Tournee in Berlin und Hamburg, 1937 in Paris. Nach zahlreichen Gastspielen im gesamten skandinavischen Raum verteidigte sie über Jahrzehnte den Ruf, die bedeutendste Schauspielerin des Nordens zu sein. Bis zu ihrem Karriereende war sie in nicht weniger als 165 verschiedenen Rollen allein am Nationaltheatret zu sehen.
Einen Namen machte sie sich auch als Regisseurin von klassischen Theatertexten wie Shakespeares Der Kaufmann von Venedig oder König Lear. Als bahnbrechend galten seinerzeit ihre Einstudierungen antiker Stücke wie Medea (von Euripides) und Lysistrata (von Aristophanes).

## Auszeichnungen
- Sie wurde am 10. Mai 1913 von König Christian X. von Dänemark mit der dänischen Verdienstmedaille Ingenio et arti ausgezeichnet.[1]
- 1947 wurde ihr aus Anlass des sechzigsten Dienstjubiläums das Großkreuz des Sankt-Olav-Ordens verliehen. Im selben Jahr stand sie letztmals (als Mutter Åse in Peer Gynt) auf der Bühne.
- Vor dem Nationaltheatret (deutsch Nationaltheater) steht seit 1962 eine vom Bildhauer Per Ung geschaffene Statue der Künstlerin.
- Der Platz vor dem Theater ist seit 1989 nach ihr benannt.